# Silvestr I.
Svatý Silvestr I. (také Sylvestr) byl 33. papežem katolické církve, která jej uctívá jako světce. Jeho pontifikát trval od 31. ledna 314 do 31. prosince 335. Za jeho pontifikátu si katolická církev upevnila své postavení ve světě, kterého se již nikdy nemusela vzdát. Je osmým nejdéle vládnoucím papežem (21 let, 11 měsíců a 1 den).

## Život
Datum narození není známo. Některé prameny uvádějí, že byl zvolen papežem ve věku 21 let, což by odpovídalo roku narození cca 292. Podle Liber pontificalis se narodil v Římě, jeho otcem byl Rufus. Legenda Vita beati Sylvestri uvádí, že jeho matkou byla Justa. Přijal křest jako mladík a v době pronásledování křesťanů za císaře Diokleciána se ukrýval v lesích na Monte Soracte nedaleko Říma. Odtud podle legendy pochází i jméno, které si zvolil po svém zvolením římským biskupem. Silvestr pochází z latinského slova silva, znamenajícího les a které označuje i obyvatele lesa. Podle legendy měl římského císaře Konstantina Velikého vyléčit z lepry a pokřtít. Od něj pak získal darem tzv. Patrimonium Petri, pozemek, na kterém později vznikl Vatikán.
Po smrti papeže sv. Miltiada byl 31. ledna 314 (přesný den v lednu není jistý) zvolen biskupem římským. Byl papežem za vlády císaře Konstantina Velkého, který - ačkoliv přijal křest až před svou smrtí - v r. 313 povolil takzvaným Milánským ediktem křesťanství. Postavení církve se v době jeho vlády výrazně zlepšilo. Tím spíše lze litovat, že se z této doby dochovalo málo hodnověrných historických pramenů. Informace jsou vesměs čerpány z pozdějších legend, např. již zmíněné Vita beati Sylvestri, která byla objevena na východě a existuje v řecké, syrské a latinské verzi. Dále z apokryfního Constitutum Sylvestri, pocházejícího z let 501 až 508, jenž je připisován údajnému římskému koncilu, o kterém však není jiných zpráv.
K Silvestrovi se vztahuje i zfalšovaná listina zvaná Donatio Constantini (Konstantinova donace), která se převážně týká okolností údajného císařova křtu a podle nějž císař poté ,co přenesl sídlo říše římské do Konstantinopole, předal Silvestrovi a jeho nástupcům světskou moc nad Římem, Itálií i celým Západem. Tento zfalšovaný dokument, pocházející až ze 7. století, se stal podkladem pro nároky papežů na politickou moc.
Papeži Silvestrovi se nevyhnuly spory, které již několik desetiletí ohrožovaly jednotu církve. Kromě donatistů zmíněných v článku o papeži sv. Miltiadovi, šlo zejména o ariánství. Ariánci byli stoupenci alexandrijského kněze Areia (260 až 336), který někdy kolem roku 318 začal popírat božství Ježíše Krista. Tvrdil, že Ježíš není stejné podstaty jako Bůh Otec, ale pouze vznešeným tvorem, později Bohem přijatým za jeho Syna. I když alexandrijský biskup odsoudil názory svého podřízeného, popularita Areia, který byl vynikajícím kazatelem, přispěla k rozšíření tohoto názoru.
Císař, který se obával, že spory povedou k rozdělení říše, svolal v roce 325 do Niceji v Malé Asii první koncil (častý omyl je, že tento všeobecný sněm se konal v Nice ve Francii). Na něm se tzv. nicejským vyznáním víry rozhodlo, že Ježíš je jedné podstaty s Bohem Otcem. Papež se nicejského koncilu sám nezúčastnil, ale poslal na ně pouze své dva presbytery a dva diákony. Pravděpodobně tím papež dával najevo nesouhlas se skutečností, že koncil svolal císař, ale také možná tím protestoval proti některým císařovým praktikám (nechal zavraždit svého syna Crispa i svou druhou manželku, měl několik konkubín, a křest mu byl proto až do chvíle jeho umírání odepírán). Nicejský koncil definoval víru a dogmata (závaznou liturgii, teologii, interpretaci bible) a odsoudil vše, co se odlišuje – mezi prvními ariánství a donatismus. Koncil formuloval a vyhlásil tzv. Nicaeum (starokřesťanské vyznání víry). Koncil rozhodl i otázku, kdy mají být slaveny Velikonoce. Za termín Zmrtvýchvstání byla stanovena první neděle po prvním jarním úplňku.
V roce 330 povýšil císař Konstantin Byzantion na hlavní město celé římské říše, od té doby na jeho počest nazývané Konstantinopolí. Tím se předurčil úpadek Říma, který zůstal nadále pouze centrem křesťanství, zatímco světská moc říše se přesunula do nového centra. To mělo mít v budoucnu vážné důsledky, protože konstantinopolský patriarcha nepatřil do té doby mezi přední křesťanské biskupy.
Papež Silvestr pak provedl úpravu bohoslužeb a vydal řadu liturgických nařízení. Kromě jiného přikázal, aby napříště oltáře byly místo ze dřeva stavěny z kamene. Oltáře neměly být pokryty hedvábím, ale pouze plátnem. Stanovil přesné stupně svěcení kněží. Je spojován i se vznikem římské pěvecké školy a také nechal sestavit první římskou martyrologii (seznam křesťanských mučedníků). Podle další tradice tento papež zavedl slavení neděle jako „dies Dominica“ – den Páně.
V některých pramenech je mylně uvedeno, že poprvé použil při liturgii papežskou korunu složenou ze tří korun, tzv. tiáru. Jedná se skutečně o omyl. Původní vysoká kuželovitá čepice se začala používat od 7. století. První korunu dostal papež Mikuláš I. v 9. století, další dvě koruny přibyly ve 13. a 14. století.
Za Silvestrova pontifikátu došlo k proměně pohanského Říma na křesťanský. S pomocí císaře byly v Římě postaveny čtyři slavné baziliky: sv. Jana v Lateráně, sv. Petra ve Vatikánu, sv. Pavla za hradbami a sv. Vavřince za hradbami. Nad katakombami svaté Priscilly nechal zbudovat kostel, v němž byl později sám pohřben.
Silvestr zemřel 31. prosince 335 po dlouhém pontifikátu, který trval 21 let a 11 měsíců. Jako první papež byl pohřben v chrámě, v bazilice sv. Priscilly na Via Salaria, kde byli pochováni i někteří další papežové. Jeho hrob objevil v roce 1890 archeolog De Rossi. V té době však už jeho ostatky byly uloženy v chrámě San Silvestro in Capite, kam je dal v 8. století přenést papež sv. Pavel I.

## Církevní památka
Památku svatého Silvestra uctívá (nejen) církev 31. prosince. Den jeho svátku má ale i symbolický význam. Tak jako 31. prosince končí jeden rok a s nadějí očekáváme příchod nového, tak i pontifikát Silvestra I. označuje konec éry pronásledování křesťanů a začíná zlatý věk církve.

## Patrocinium
Silvestr je jedním z prvních uctívaných světců a jeho kult se rozšířil do celé Evropy. Stal se patronem domácího zvířectva a dobré úrody. Bývá zobrazován v papežském ornátu, s knihou a mušlí nebo býkem. Je mu zasvěceno papežské vyznamenání Řád svatého Silvestra.